# Stig Morin
Stig Morin, född 1943 i Ljungby, Småland, är en svensk målare och grafiker. 1960-1964 utbildade han sig vid Konstfack i Stockholm.  Morin debuterade som konstnär 1966. Han har haft separatutställningar i Stockholm, Göteborg, Malmö, Lund m.fl. samt medverkat i ett stort antal samlingsutställningar.
Morin tilldelades Ellen Trotzig-stipendiet 1969, Malmö Stads kulturstipendium 1970, Skånes konstförenings stipendium 1973, Ester Almqvists stipendium 1989, Sven Ljungbergs stipendium 1997.

## Offentliga arbeten
- Astra Draco/Lund
- Äldreboendet Fyrklövern/Strömsnäsbruk[9]
- Filbornaskolan/Helsingborg
- Lokalanstalten/Fosie
- Länslasarettet Ryhov/Jönköping[10]
- Lasarettet/Ljungby,[11]
- Kustbevakningen/Karlskrona
- Kryssningsfartyget Majesty of the Seas
- Högskolan/Kristianstad[12]
- Äldreboendet Stattutgatan/Jönköping.

## Representation
Morin är representerad på Malmö konstmuseum, Norrköpings konstmuseum, Borås konstmuseum, Kalmar konstmuseum, The Anderson Collection, Orrefors samt Statens konstråd.